# Thrakosphaera schawalleri
Thrakosphaera schawalleri är en kräftdjursart som beskrevs av Helmut Schmalfuss 1998. Thrakosphaera schawalleri ingår i släktet Thrakosphaera och familjen Tendosphaeridae. Inga underarter finns listade i Catalogue of Life.